# Зенн, Альфред
Альфред Зенн (нем. Alfred Senn; 19 марта 1899 — 9 февраля 1978) — американский филолог швейцарского происхождения, исследователь славянских и балтийских языков. Его основным научным интересом был литовский язык.

## Биография
Родился во Франции, в городе Блоцайм, в семье фермера. С юных лет жил в Швейцарии, первоначально в Бенвиле, окончил школу в Гольдахе, затем гимназию в Санкт-Галлене и университет Фрибура, получил степень доктора философии в области языкознания.
В 1921 году уехал в Литву, в Каунас (на тот момент столицу страны), где в течение года работал в министерстве информации. С 1922 по 1930 год занимался научной работой в университете Каунаса, имел звание доцента и некоторое время даже возглавлял факультет сравнительно-исторического языкознания.
В 1930 году эмигрировал вместе с женой, с которой познакомился в Каунасе, в США, где в 1931 году поступил на работу в Университет Висконсина; в 1938 году основал швейцарское радио в Мэдисоне, Висконсин. В 1938 году перешёл на работу в Пенсильванский университет. В университете занимался славянско-балтийской филологией, в 1943—1946 годах возглавлял там Факультет германских исследований, в 1947—1964 годах был главой Факультет славянских и балтийских исследований Университета Пенсильвании. В 1959—1965 годах также возглавлял Центр русского языка при университете. Умер в своём доме в штате Коннектикут.
Одна из самых известных его работ — «Литовская диалектология» (англ. Lithuanian dialectology; 1932).